# Prothemus biforatus
Prothemus biforatus là một loài bọ cánh cứng trong họ Cantharidae. Loài này được Wang miêu tả khoa học năm 1997.